# 中诚信托
中诚信托有限责任公司（簡稱中诚信托），由1995年成立的中煤信托有限责任公司改组而来。2001年，把万盛基业投资有限责任公司分拆成立，2005年，把国都证券有限责任公司分拆，由北京盛源鑫和投资咨询有限公司、中国中煤能源集团公司、兖矿集团有限公司、冀中能源邢台矿业集团有限责任公司、盘江煤电（集团）有限责任公司、平顶山煤业（集团）有限责任公司、北京市大地科技实业总公司、山西焦煤集团有限责任公司、山西潞安矿业（集团）有限责任公司、福建省能源集团有限责任公司，以及淮北矿业（集团）有限责任公司組成。在上海金融学院发布的《2016年信托公司综合实力评价报告》中，中誠信託综合实力在68家信托公司中排名第14名。
主要業務信托、投资银行、投资管理、证券投资业务、资产证券化业务、外汇管理业务等。現任董事長邓红国。另外，招商局中國基金持有3.32%股權。
截至2011年底，集團管理自有及信托資產共達2038億元。中國人民保險集團為中誠大股東，持股量32.9%，淨利潤達14.4億元。

## 外部連結
- 中诚信托有限责任公司